# Haris Vučkić
Haris Vučkić (* 21. August 1992 in Ljubljana) ist ein slowenischer Fußballspieler.

## Karriere

### Verein
Haris Vučkić begann seine Karriere in seiner Heimat bei NK Domžale, deren Jugendmannschaften er sämtlich durchlief. Für die erste Mannschaft debütierte er noch als 15-Jähriger, was nach den damaligen slowenischen Regularien zu jung war, weshalb sein Verein ein Geldstrafe bezahlen musste. Mit Domžale wurde Vučkić in der Saison 2007/08 slowenischer Meister.
Im Januar 2009 wechselte Vučkić, der zu dieser Zeit als eines der größten Talente Europas im offensiven Mittelfeld galt, in die Premier League zu Newcastle United, wo er zunächst in den Jugendmannschaften zum Einsatz kam. Für die erste Mannschaft debütierte er am 31. August 2009, als er beim 1:0-Sieg gegen Leicester City für Nile Ranger eingewechselt wurde.
Dauerhaft konnte sich Vučkić in der ersten Mannschaft von Newcastle aber nicht durchsetzen und wurde mehrfach verliehen, zunächst in der Saison 2011/12 für einen Monat an Cardiff City, dann für ein halbes Jahr in der Saison 2013/14 an Rotherham United, in der Saison 2014/15 für drei Monate an die Glasgow Rangers und schließlich für die gesamte Saison 2015/16 an Wigan Athletic. Trotz vereinzelter Torerfolge konnte er insgesamt den hohen Erwartungen, die noch als Jugendlicher an ihn gestellt worden waren, bisher nicht gerecht werden. Zur Saison 2017/18 verließ er Newcastle endgültig und schloss sich dem FC Twente Enschede an.
Mitte August 2020 wechselte er zum spanischen Zweitligisten Real Saragossa, bei dem er einen Vertrag bis zum Ende der Saison 2022/23 unterschrieb. Im Sommer des folgenden Jahres wurde der Slowene an den HNK Rijeka verliehen. Dieser verpflichtete ihn nach Ablauf der Leihe fest. Im Dezember 2022 ging er nach Asien, wo er in Thailand einen Vertrag beim Erstligisten Buriram United unterschrieb. Am 20. Mai 2023 stand er mit Buriram im Endspiel des Thai League Cup. Das Finale wurde mit 2:0 gegen den Erstligisten BG Pathum United FC gewonnen. Nach zwei Spielzeiten, in denen er mit Buriram thailändischer Meister wurde, wurde sein Vertrag im Sommer 2024 nicht verlänhgert. Im August 2024 kehrte er nach Slowenien zurück. Hier schloss er sich seinem ehemaligen Verein NK Domžale an. 

### Nationalmannschaft
Vučkić spielte für nahezu alle Jugendnationalmannschaften Sloweniens. Mit der U-19 nahm er an der U-19-Fußball-Europameisterschaft 2009, wo erstmals eine slowenische Auswahl an einer U-19-Europameisterschaft teilnehmen konnte, scheiterte mit seinem Team aber noch in der Vorrunde. Bei den beiden Qualifikationsspielen zur U-21-Fußball-Europameisterschaft 2015 gegen Russland führte er seine Auswahl als Kapitän.
Sein erstes Spiel für die slowenische A-Nationalmannschaft bestritt er beim Freundschaftsspiel gegen Schottland am 29. Februar 2012, als er in der 61. Spielminute für Valter Birsa eingewechselt wurde. Nach sieben Jahren Pause war sein nächstes Länderspiel am 16. November 2019 im Rahmen eines Qualifikationsspieles zur Europameisterschaft gegen Lettland. Seitdem wird er regelmäßig in die Nationalmannschaft berufen.

## Erfolge
NK Domžale
- Slowenischer Meister: 2007/08

Newcastle United
- Englischer Zweitligameister: 2009/10

FC Twente Enschede
- Niederländischer Zweitligameister: 2018/19

Buriram United
- Thailändischer Meister: 2022/23, 2023/24
- Thailändischer Ligapokalsieger:  2022/23

## Sonstiges
Haris Vučkić ist der Bruder von Alen Vučkić.